# Samsung Galaxy Note 8
Samsung Galaxy Note 8 (продаван като Samsung Galaxy Note8) е смартфон с Android фаблет, проектиран, разработен и пуснат на пазара от Samsung Electronics. Note 8 е наследник на Samsung Galaxy Note 7.

## История
Samsung Galaxy Note 8 е представен на 23 август 2017 г. в парк Avenue Armory.

## Спецификации
Спецификациите на Galaxy Note 8 са много сходни с тези на Galaxy S8 и S8+.

### Хардуер
Note 8 се захранва от процесор Exynos 8895 или Snapdragon 835 (в зависимост от местоположението). Той има 6.3" 1440p Super AMOLED дисплей и е първият телефон на Samsung, който разполага с камера с двоен обектив. Камерата с двоен обектив се предлага с 12 мегапикселов широкоъгълен обектив с диаметър f / 1.7 и 12-мегапикселов телеобектив с f / 2.4 апертура, оборудвани с оптична стабилизация на изображението. Камерата на Note 8 е получила рейтинг 94 от DxOMark, като е най-високият от всеки телефон, който са тествали само за един ден, заедно с iPhone 8 Plus.
Note 8 е наличен с флаш-памети 64 GB, 128 GB или 256 GB в международен план, но само в 64 GB е наличен в САЩ и Китай. Задният капак на Note 8 разполага със скенер за пръстови отпечатъци до задната камера и скенер за ириса на горния панел до слушалката.
Note 8 е снабден с многобройни подаръци при покупката му, сред които е и стилус („писалка“) S Pen от серията „Note“ Портовете включват 3,5 mm жак за слушалки и USB-C за зареждане и за прехвърляне на данни. Той поддържа и Samsung DeX.
Сертифицирани с рейтинг IP68, Note 8, както и писалката S Pen, са напълно устойчиви на прах и вода, като могат да се потапят във вода до 3 метра дълбочина за период до 30 минути. Освен това S Pen е подобрена, за да реагира на 4096 различни нива на налягане.

### Софтуер
Той идва с Android 7.1.1 „Nougat“ със собствената персонализирана кожа на Samsung, Samsung Experience, предварително инсталиран. Също така идва с гласов виртуален асистент Bixby; Samsung е подобрил асистента, за да изпълнява задачи, свързани с една ключова дума.

### S Pen
Стилусът S Pen е „писалка“, която е вградена в Note 8. Това разбира се предоставя своите плюсове и минуси. Тази писалка е устойчива на прах и вода, като под вода може да издържи до 30 минути до максимум 3 метра. Писалката върви комплект с +4 иглички в различен цвят за докосване на екрана, в случай че се счупи някоя.
Минусите на Note 8 и S Pen са, че батерията е в пъти по-малка и слаба от S8+, което води до по-бързото ѝ изразходване. Вградената писалка, която е със сензор, взима проценти от заряда на батерията на Note 8 и тя пада по-бързо.

## Сензори
Сензорите на Note 8 са няколко, като всеки играе различна роля.

### Сензор за разпознаване на пръстови отпечатъци
Този сензор се намира на гърба на Note 8 най-горе, до двете камери. Чрез този сензор, за да се получи достъп до Note 8, ще трябва пръстов отпечатък на потребителя, който е активирал опцията. Сензорът е създаден максимално елегантен и малък, като приляга елегантно с двете камери и облеклото на телефона.

### Сензор за разпознаване на ирис
Този сензор се намира до слушалката от ляво на Note 8 и свети с червена лампичка, когато е включен и прилага отключване чрез ирис. Този тип отключване са най-надеждни, защото е невъзможно никой друг да има същия ирис като вашия. Разбира се, минусите на този тип защита са, че при неосветени тъмни места трудно може да сканира ирисът, а понякога опитите са невъзможни.

### Сензор за разпознаване на лице
Този сензор не е доказано непробиваем от трето лице. Всеки трети, който прилича на собственика на Note 8, може да отключи устройството. Сензорът е отново същият и за ириса.

## Любопитно
- Note 8 не може да използва и двете опции – за отключване чрез разпознаване на лице и на ирис. Т.е. или чрез ирис, или чрез лице само.
- Батерията на Note 8 е в пъти по-малка от S8 и S8+, заради S Pen.
- Писалката S Pen се захранва от батерията на Note 8
- Писалката използва сензор и работи само на Note 8 устройството.

## Правило за батерията
Това правило е за батерията, а не за телефона. При покупка на Note 8 или друг смартфон оставете батерията да падне до 2 – 3 % и после го включете в зарядното устройство за 12 часа. Може повече от 12 часа, но не по-малко. Никога не зареждайте телефона с друго зарядно освен с това, което е за Note 8 или друг смартфон. Никога не зареждайте телефона, ако не е под 10 – 15 % т.е. да светне червената лампичка за изтощена батерия. Тези съвети ще запазят батерията и най-вече Note 8, който, ако не третирате правилно батерията, ще трябва да я смените още след третата седмица. Запомнете: пълен заряд и пълен разряд на батерията.